# Parc des Sports (Annecy)
El Parc des Sports d'Annecy es un estadio de fútbol de la ciudad de Annecy en la Alta Saboya, Francia. fue inaugurado en 1964 y posee una capacidad para 15.600 espectadores. Es el estadio del club FC Annecy y provisoriamente del Évian Thonon Gaillard FC, club cuyo estadio el Stade Joseph Moynat Thonon no cumple con las reglamentaciones de la Ligue 1.
El estadio fue sede de los campeonatos de atletismo de Francia en 1987, 1993 y 1994. A nivel internacional fue el escenario del Campeonato Mundial Junior de Atletismo en 1998 y de la Copa de Europa de atletismo los años 2002 y 2008.